# Zamojszczyzna

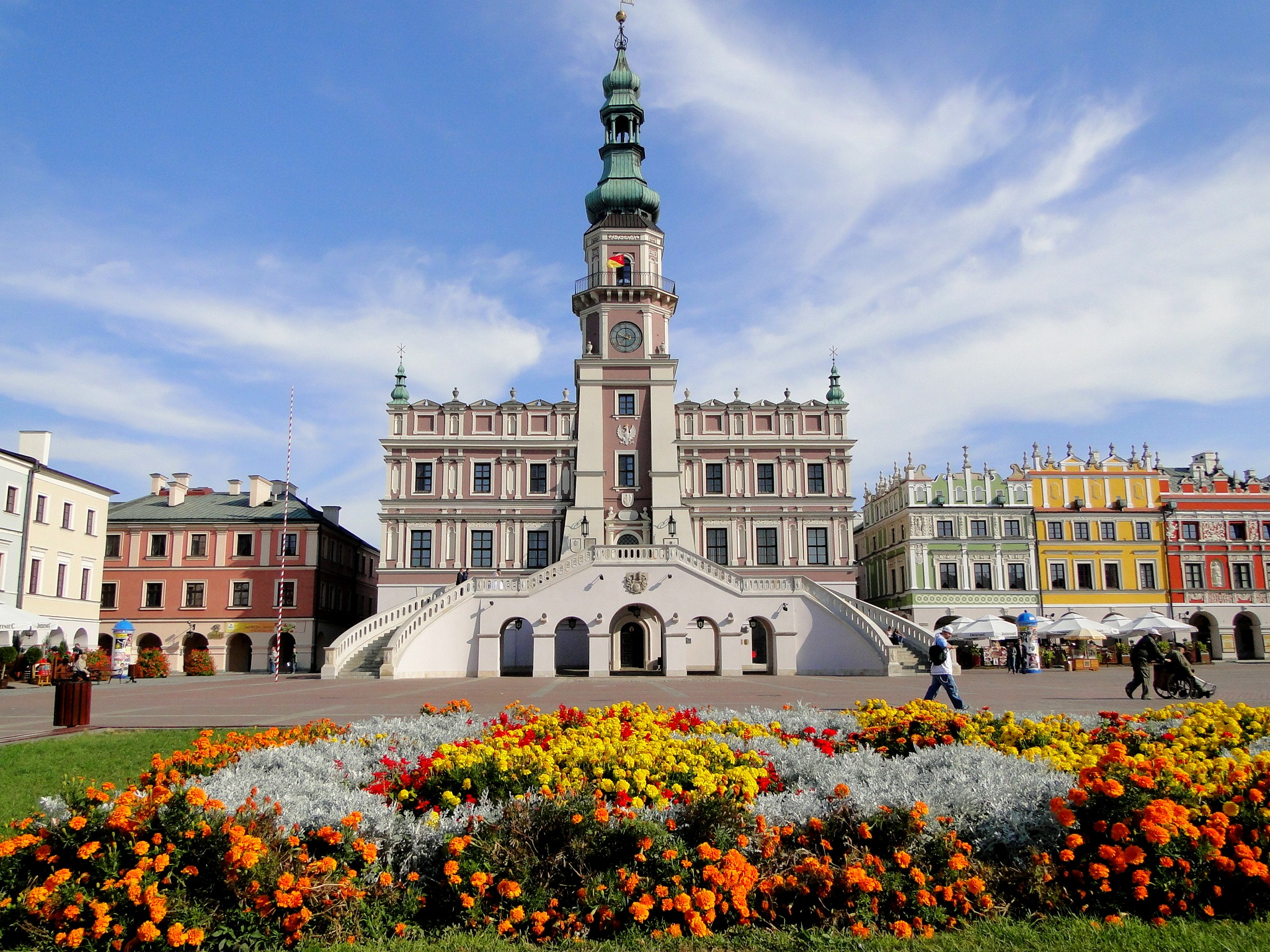
Rathaus von Zamosc

Zamojszczyzna („Gebiet um Zamość“) ist eine geografische und historische Region im südöstlichen Teil Polens, im südlichen Teil der Woiwodschaft Lublin in der Umgebung von Zamość.
Die Geschichte der Region ist teilweise mit der Zamoscer Familienfideikommiss verbunden. In den Jahren 1783 bis 1809 Zamojszczyzna wurde zum galizischen Zamoscer Kreis.
Der Name der Region gewann an Bedeutung im Zusammenhang mit der deutschen Umsiedlungsaktion und dem Zamoscer Aufstand gegen die Umsiedlung. Mit der 1975 bis 1998 bestehenden Woiwodschaft Zamość gewann die Zamojszczyzna ebenfalls an Bedeutung.
Heutzutage umfasst die Zamojszczyzna nach verbreiteter Meinung das Gebiet der alten, vor 1975 bestehenden Landkreise Powiat Biłgorajski, Powiat Hrubieszowski, Powiat Tomaszowski und Powiat Zamojski. Alternativ vergrößert man das Gebiet noch um den alten Krasnostawski Powiat und den östlichen Teil des Powiats Janowski.
Im Jahr 2016 waren die größten Städte der Region nach Bevölkerung und Fläche:
- Zamość – 64648 (30,34 km²)
- Biłgoraj – 26506 (21,10 km²)
- Tomaszów Lubelski – 19 472 (13,29 km²)
- Hrubieszów – 18 075 (33,03 km²)

## Gegenwärtiger Ausdruck der Identität der “Zamojszczyzna”
- Tätigkeit des Tanz- und Gesangsensembles “Zamojszczyzna”[3]
- Sinfonieorchester von Karol Namysłowski in Zamość[4]
- Zamoscer Museum[5] und Ausstellung der Volkskunst von Zamojszczyzna[6]
- Gedenken an den Zweiten Weltkrieg. Ausstellungen z. B. "Sonderlaboratorium SS Zamojszczyzna - das erste Gebiet der Umsiedlung in Generalgouvernement für die besetzten polnischen Gebiete"[7].
- Museum des Martyriums der Zamojszczyzna “Rotunda”[8].
- Denkmäler der Opfer des Zweiten Weltkrieges und des Zamoscer Aufstandes z. B. Denkmal im Wólka Wieprzycka[9] /Szewnia und Denkmal von Bataliony Chłopskie (Bauernbataillone) in den Wäldern in Zaboreczno.[10]
- Zwei Filmproduktionen über den Aufstand:.„Powstanie zamojskie: Nie dali ziemi…” 2006[11], „Wszystko dla Polski. Powstanie zamojskie 1942–1944”[12].
- Das Tygodnik Zamojski (Zamoscer Wochenblatt) (seit 1979) ist eine der beliebtesten regionalen Wochenzeitschriften. Die Auflage beträgt ungefähr 20.000 Exemplare[13].